# Togliatti
Togliatti (em russo: Тольятти, transl. Tol'yatti), também conhecida pelas grafias Toliatti e Tolyatti, é uma cidade da Rússia. Localiza-se na margem esquerda do rio Volga, no óblast de Samara, e tem cerca de 757 mil habitantes. 

### Nomenclatura
Foi fundada em 1737 com a designação de Stavropol-no-Volga, mudando para o nome atual em 1964, em homenagem ao dirigente do Partido Comunista Italiano, Palmiro Togliatti.

### Economia
A maior empresa da cidade é a fábrica de automóveis AvtoVAZ. Em ambas as margens do Volga, entre Togliatti e Gigulhovsk, existem centrais hidroeléctricas.

### Atentado à bomba de 2007

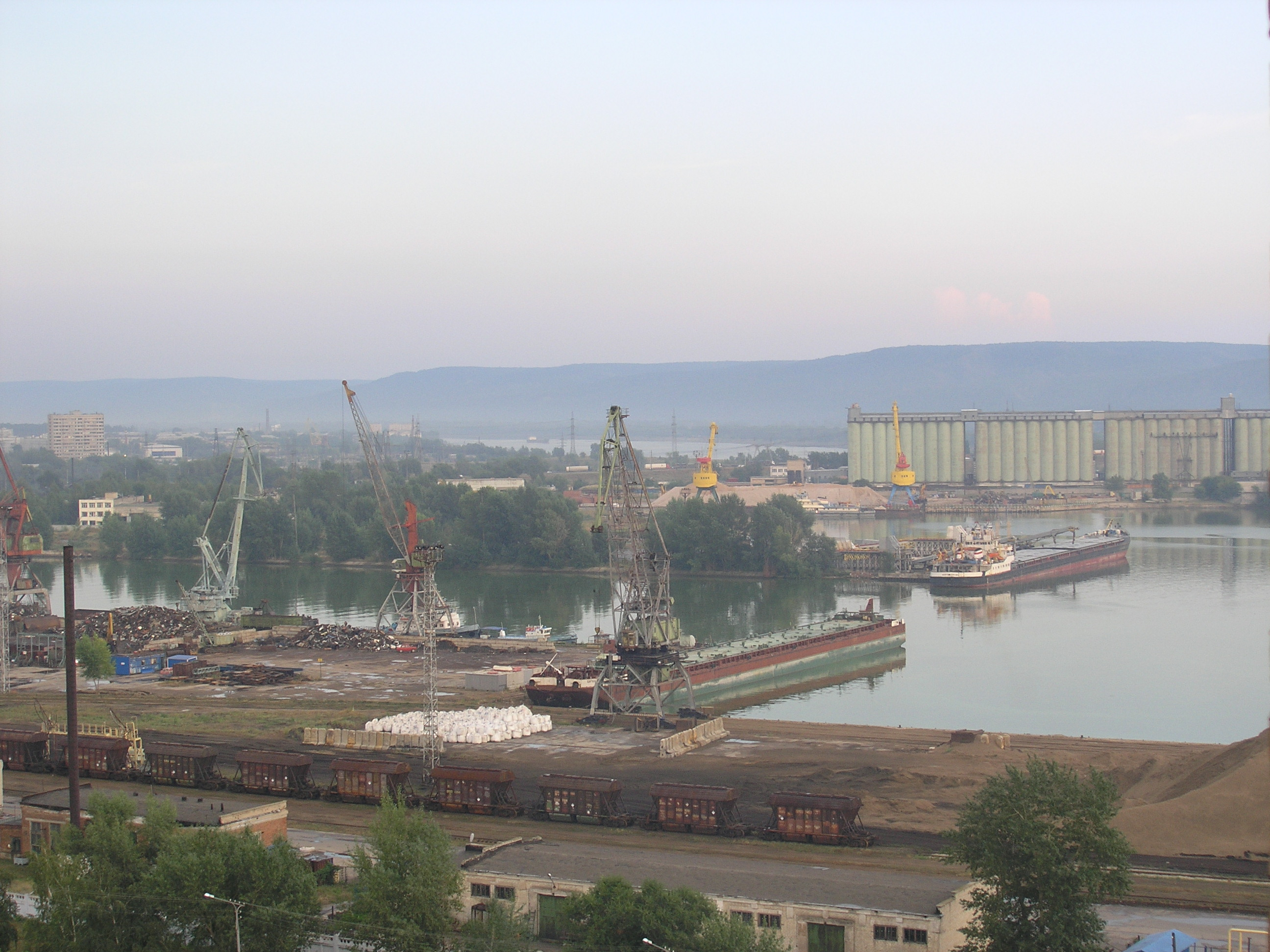
Porto fluvial no Volga.

Na manhã de 31 de outubro de 2007 uma bomba explodiu no interior de um autocarro, matando pelo menos oito pessoas e ferindo cerca de 50 no que Irina Doroshenko, porta-voz da ala investigativa da promotoria pública local, afirmou que poderia ser um ataque terrorista. Uma investigação ainda está em andamento, porém acredita-se que o acto tenha sido cometido por terroristas do Cáucaso do Norte. A cidade, no entanto, também tem uma reputação devido à violência de gangues e grupos que disputam o controlo do mercado de carros.
Os primeiros relatos indicavam um possível envolvimento do chefe militar checheno Doku Umarov.

## Cidades-irmãs
- Wolfsburg, Alemanha (1991)
- Flint, Estados Unidos (1992)
- Kazanluk, Bulgária (1995)

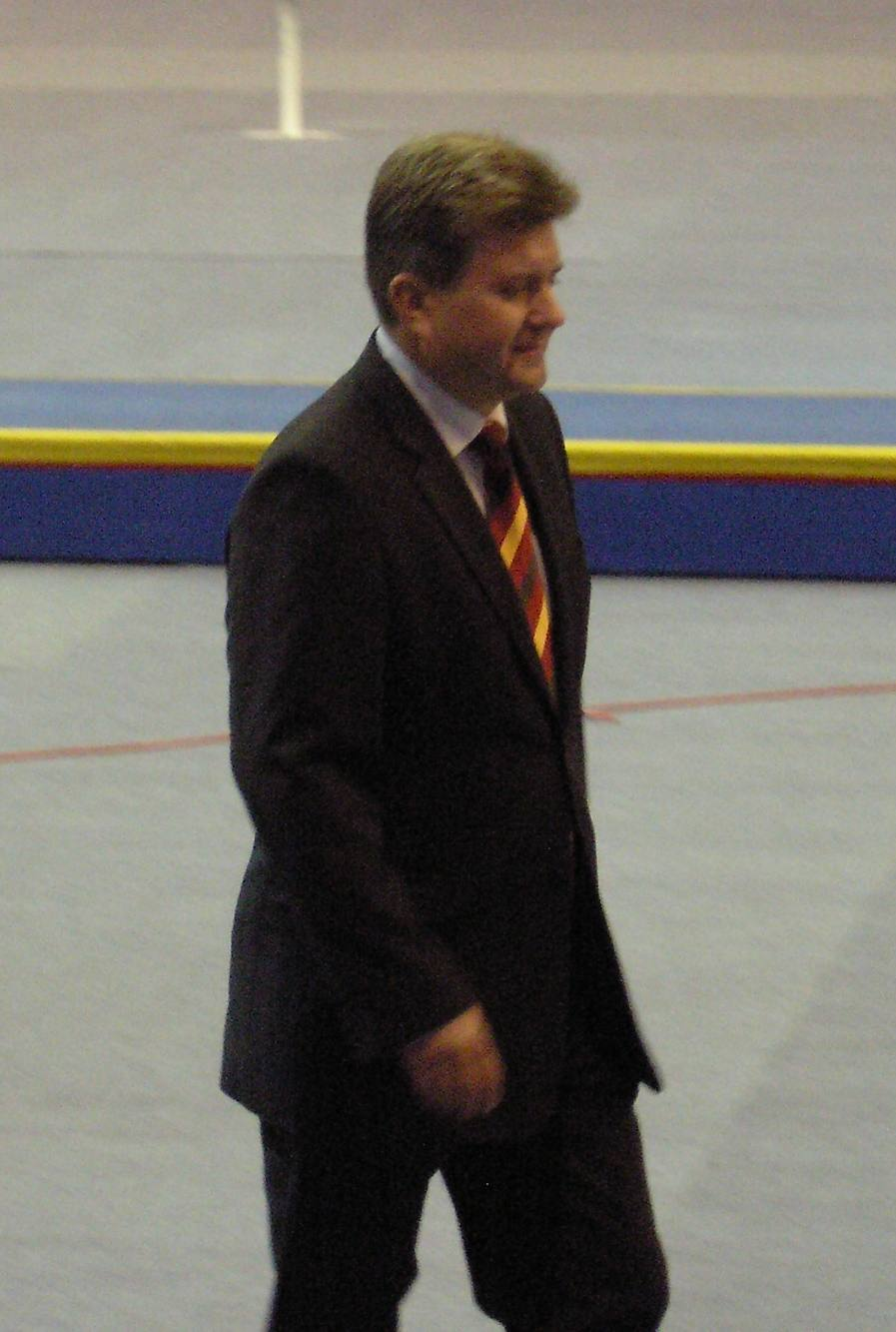
O Prefeito de Togliatti, Anatoly Pushkov.

- Luoyang, China (2000)

## Desporto
A cidade de Togliatti é a sede do Estádio Torpedo e do FC Lada Togliatti, que participa do Campeonato Russo de Futebol.